# Gerd Spies
Gerd Spies (* 5. April 1937 in Heidelberg) ist ein deutscher Historiker; er war von 1977 bis 2003 Direktor des Städtischen Museums in Braunschweig.

## Leben
Nach Schulzeit und Abitur in Nürtingen studierte Spies in Stuttgart und an der Philosophischen Fakultät der Universität Tübingen, wo er das Studium mit einer Dissertation über die Hafner und das Hafnerhandwerk in Südwestdeutschland abschloss. Bereits 1961 arbeitete er am dortigen Ludwig-Uhland-Institut für Deutsche Altertumswissenschaft, Volkskunde und Mundartenforschung und brachte einen Ausstellungskatalog heraus. Als Kunsterzieher wurde Spies nach dem Erlangen des Staatsexamens wie sein Vater Pädagoge. Nach einigen Jahren Tätigkeit am Landesmuseum für Kunst und Kulturgeschichte (Schleswig) ging Spies nach Braunschweig, wo er für das Städtische Museum, dessen Direktor er im Jahre 1977 wurde, tätig war. In dieser Zeit gab er zahlreiche Schriften zur Geschichte der Stadt Braunschweig heraus.  Zudem war Spies der Herausgeber der Miszellen des Städtischen Museums und der periodischen Zeitschrift Deine Stadt und war Beisitzer und Ehrenbeirat des Vorstandes des Braunschweigischen Geschichtsvereins. Seit 2003 ist Spies als Direktor des Städtischen Museums im Ruhestand.

## Kontroverse
Im Jahr 1996 kam es zu einem Eklat wegen einer Ausstellung über den NS-Propagandamaler Paul Hähndel (1914–1941), die auf Drängen der Öffentlichkeit wieder geschlossen werden musste.

## Werke (Auswahl)
- Schwäbisches Töpferhandwerk. Ausstellung des Ludwig Uhland-Instituts für Volkskunde an der Universität Tübingen; vom 4. bis 26. November 1961 im Schloß. Ludwig Uhland-Institut für Volkskunde an der Universität Tübingen, Tübingen 1961, OCLC 835421981.
- Hafner und Hafnerhandwerk in Südwestdeutschland. In: Volksleben. Band 2 (= Dissertation, Universität Tübingen vom 26. August. 1964). Tübingen 1964, OCLC 250861084.
- Braunschweiger Fayencen. Klinkhardt & Biermann, Braunschweig 1971, OCLC 325850.
- Braunschweig. Das Bild einer Stadt im 18. Jahrhundert. Arbeiten der Braunschweiger Kupferstecherfamilie Beck. Waisenhaus-Buchdruckerei und Verlag, Braunschweig 1976, ISBN 3-87884-055-6.
- Altes Braunschweig. Grafische und malerische Darstellungen aus fünf Jahrhunderten. Verlag Wolfgang Weidlich, Frankfurt am Main, ISBN 3-8035-8582-1.
- Festschrift zur Ausstellung Brunswiek 1031, Braunschweig 1981. Die Stadt Heinrichs des Löwen von den Anfängen bis zur Gegenwart, vom 25.4. 1981 bis 11.10. 1981. Städtisches Museum, Braunschweig 1981, OCLC 7923536
- Das Gildehaus in Braunschweig. Der Fachwerkbau des Patriziers F. Huneborstel. Waisenhaus-Buchdruckerei und Verlag, Braunschweig 1983, ISBN 3-87884-022-3.
- Braunschweig, das Bild der Stadt in 900 Jahren. Geschichte und Ansichten. 2 Bände. Städtisches Museum, Braunschweig 1985, OCLC 13537757.
- Braunschweig – naiv. Ansichten von Eduard Gelpke (1847–1923) (= Braunschweiger Werkstücke, Reihe B. Veröffentlichungen aus dem Städtischen Museum. Band 8. Der ganzen Reihe Band 67). Braunschweig, 1988, 98 Seiten.
- Braunschweiger Goldschmiede. Geschichte – Werke – Meister und Marken. 3 Bände. Klinkhardt & Biermann, München 1996, ISBN 3-7814-0393-9.
- Vier Jahrzehnte Galerie Schmücking in Braunschweig (= Braunschweiger Werkstücke. Band 19 und Braunschweiger Werkstücke. Band 103). Braunschweig 2001, ISBN 3-927288-31-4.
- 1000 Grüße aus Braunschweig. Die schönsten Ansichtspostkarten vor 100 Jahren mit einem historischen Stadtplan. Stadt Braunschweig, Der Oberbürgermeister, Städtisches Museum, Braunschweig 2002, ISBN 3-927288-33-0 (unpaginiert).